# Clytie tropicalis
Clytie tropicalis is een vlinder uit de familie spinneruilen (Erebidae). De wetenschappelijke naam is voor het eerst geldig gepubliceerd in 1975 door Rungs.
De soort komt voor in tropisch Afrika.